# Conrad Albrecht
Conrad Albrecht (ur. 7 października 1880 w Bremie, zm. 18 sierpnia 1969 w Hamburgu) – niemiecki wojskowy, generał admirał. Dowódca Kriegsmarine w kampanii wrześniowej. Weteran I i II wojny światowej. 

## Biografia
Conrad Albrecht wstąpił do Cesarskiej Marynarki Niemieckiej jako kadet w roku 1899. Podczas I wojny światowej służył w stopniu komandora podporucznika (Korvettenkapitän) i dowodził m.in. flotyllą torpedowców we Flandrii. 
Po wojnie służył nadal w marynarce niemieckiej (Reichsmarine). 1 kwietnia 1930 awansował na kontradmirała, a w 1932 na wiceadmirała i wyznaczony stanowisko dowódcy sił Morza Bałtyckiego. W 1938 podporządkowano mu cały obszar wschodni (Marinegruppenkommando Ost). 1 kwietnia 1939 awansował na stopień generała admirała (Generaladmiral) (jako drugi oficer po Erichu Raederze). Po wybuchu II wojny światowej, we wrześniu 1939 dowodził operacjami morskimi przeciwko Polsce. 31 grudnia 1939 został przeniesiony w stan spoczynku. 

## Odznaczenia (m.in)
- Order Świętego Olafa - Krzyż Kawalerski I klasy (norweski)
- Order Zbawiciela - Kawaler Krzyża Złotego (grecki)
- Order Korony Włoch - Krzyż Oficerski (włoski)
- Krzyż Żelazny I i II klasy
- Krzyż Kawalerski Orderu Domowego Hohenzollernów z Mieczami
- Order Orła Czerwonego IV klasy
- Krzyż Fryderyka Augusta I i II klasy
- Krzyż Hanzeatycki
- Krzyż Honorowy Weterana I Wojny Światowej
- Odznaka za służbę w Wehrmachcie klas I-IV